# Assedio all'ultimo sangue
Assalto all'ultimo sangue (13 Fighting Men) è un film del 1960 diretto da Harry Gerstad.

## Trama
Un capitano dell'Unione e le sue truppe custodiscono un carico d'oro da un gruppo di Confederati alla fine della guerra.